# Ikitsuki-Brücke
Die Ikitsuki-Brücke (jap. 生月大橋, Ikitsuki-ōhashi) ist eine Straßenbrücke in Japan, die die Insel Hirado in der Präfektur Nagasaki mit der vorgelagerten Insel Ikitsuki verbindet.
Die Brücke wurde zwischen 1983 und 1991 gebaut. Sie ist insgesamt 960 m lang und überquert die Meeresenge zwischen den Inseln in einer lichten Höhe von 31 m. Sie ist 6,5 m breit und hat zwei Fahrspuren. Da sie nur für Kraftfahrzeuge zugelassen ist, hat sie keinen Geh- oder Radweg. Die offizielle Fahrtgeschwindigkeit ist 40 km/h.
Sie besteht aus einem 800 m langen, von vier Betonpfeilern getragenen stählernen Fachwerkträger mit Stützweiten von 200 + 400 + 200 m, einer kurzen Balkenbrücke vor dem Hochufer der Insel Hirado und einer vierfeldrigen Rampenbrücke, die die Brücke mit dem praktisch auf Meereshöhe liegenden Ort Ikitsukicho Minamimem verbindet. Der Fachwerkträger ist der längste Fachwerk-Durchlaufträger der Welt.
Sie ist seit 2010 mautfrei.